# Le Prince blanc
Le Prince Blanc est le 30e épisode de la série de bande dessinée automobile Michel Vaillant. Écrit par Jean Graton, il est sorti en 1977.
Jean Graton y raconte l'histoire de l'arrivée d'un challenger étrange en Formule 1.